# Suojärvi (sjö i Finland, Mellersta Finland)
Suojärvi är en sjö i Finland. Den ligger i kommunen Keuru i landskapet Mellersta Finland, i den centrala delen av landet, 250 km norr om huvudstaden Helsingfors. Suojärvi ligger 146,6 meter över havet. Arean är 2,28 kvadratkilometer och strandlinjen är 16,66 kilometer lång. Sjön  ingår i Kumo älvs huvudavrinningsområde.   I omgivningarna runt Suojärvi växer i huvudsak barrskog.